# تقسيم طبقي (غطاء نباتي)

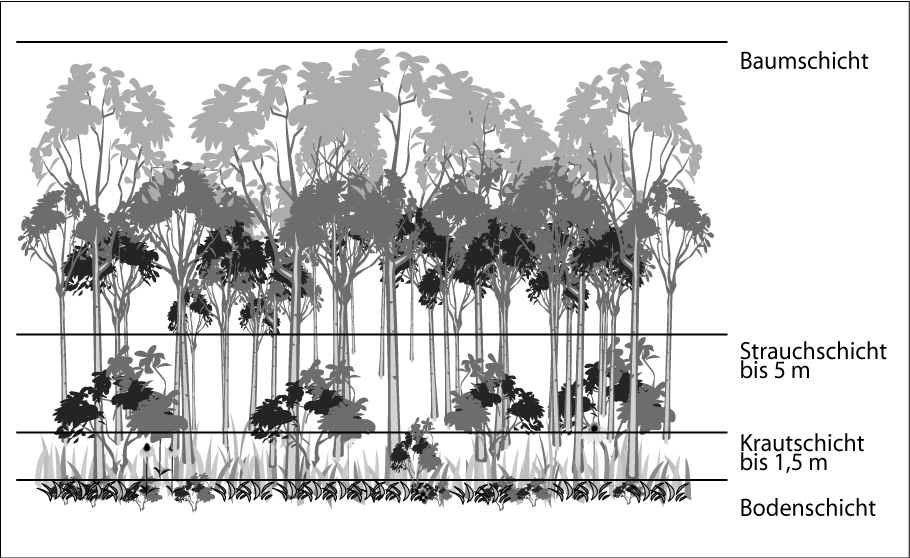
التقسيم الطبقي.

يشير التَطَبُّق أو التقسيم الطبقي في مجال البيئة إلى الطبقات الرأسية للموائل وهو ترتيب الغطاء النباتي في الطبقات. يصنف طبقات من الغطاء النباتي إلى حد كبير وفقا للارتفاعات المختلفة التي تنمو فيها النباتات. يسكن الطبقات الفردية مجتمعات مختلفة من الحيوانات والنباتات.

## الهيكل العمودي في موائل النباتات الأرضية
التقسيمات الطبقية بشكلٍ عام هي: طبقة أرض الغابة ( الجذر و التربة طبقات)، الطبقة العشبية ، الشجيرات، أشجار الطبقة السفلى والظلة. يتم تحديد طبقات الغطاء النباتي هذه في المقام الأول حسب ارتفاع النباتات الفردية، ومع ذلك قد تحتوي العناصر المختلفة على مجموعة من الارتفاعات. تتميز الطبقة الفعلية بنطاق الارتفاع الذي توجد فيه الغالبية العظمى من أعضاء التمثيل الضوئي.
إلى جانب تراكب النباتات المختلفة التي تنمو على نفس التربة، هناك تأثير جانبي للطبقات العليا على مجتمعات النباتات المجاورة.

### طبقة الأشجار
تبدأ هذه الطبقة من الغطاء النباتي من ارتفاع حوالي خمسة أمتار وتتألف من الطبقة العليا، والتي تتكون من الفانيروفيتات. يمكن أن يكون ارتفاعها حوالي 45 متراً من الأشجار ذات الارتفاعات المختلفة. يمكن تقسيم طبقة الأشجار بشكل إضافي إلى طبقة الشجرة العلوية أو المظلة وطبقة الشجرة السفلية أو منطقة الجذوع.

#### ظلة
تشير المظلة أو الظلة إلى أعلى طبقة من النباتات في الغابة، مكونة من تيجان الأشجار. الأشجار الفردية التي تنمو فوق الطبقة العامة للمظلة قد تشكل طبقة ناشئة .

#### أشجار المنطقة السفلى
تُشير إلى تلك الأشجار فوق طبقة الشجيرات وتحت الظلة.

### طبقة الشجيرات
طبقة الشجيرة هي طبقة الغطاء النباتي داخل الموائل التي يتراوح ارتفاعها بين متر ونصف إلى حوالي خمسة أمتار. الأشجار الصغيرة هي أيضا جزء من هذه الطبقة. يمكن تقسيمها إلى طبقات الشجيرة الأولى والثانية (شجيرات منخفضة وعالية). تحتاج طبقة الشجيرة إلى شمس ورطوبة قليلة، على عكس طبقة الطحلب، التي تتطلب الكثير من الماء. هذه الطبقة تتلقى فقط الضوء الذي تمت تصفيته بواسطة المظلة. أي أنها تفضلها النباتات شبه المحببة أو المحببة للظلال والتي لا تتحمل أشعة الشمس الساطعة. في طبقة الشجيرة، التي تتكون من الأشجار والشجيرات الصغيرة، توجد طيور مثل الشحرور، أو دج الأغنية، أو روبن، أو الطائر الأسود في المنزل. أنها تبني أعشاشها محمية في الأدغال، وبالتالي يشار إليها باسم عش التعشيش. بالإضافة إلى الشجيرات، مثل المسنين والعسلي والزعرور والتوت والبلاك بيري، قد يحدث أيضًا مرض ياسمين. عند حافة الخشب، تعمل طبقة الشجيرة كحاجز للريح بالقرب من الأشجار وتحمي التربة من الجفاف.

### الطبقة العشبية
تحتوي الطبقة العشبية على نباتات غير خشبية أو غطاء أرضي تنمو في الغابة بارتفاع يصل إلى حوالي متر ونصف. تتكون الطبقة العشبية من مختلف النباتات العشبية ، والأعشاب ، وأقزام الشجيرات والشجيرات الصغيرة. في الغابات، تظهر النباتات المبكرة المزهرة أولاً قبل ملء الظلة. بعد ذلك، تقل كمية الضوء المتاحة للنباتات بشكل كبير، ولا يمكن أن يزدهر إلا تلك التي تناسب هذه الظروف. على النقيض من ذلك، تتكون الأراضي العشبية من الطحالب والطبقات العشبية.

### أرض الغابة

#### طبقة الطحلب
تنمو على سطح أرض الغابة نباتات يصل ارتفاعها إلى حوالي 0.15 متر في ما يوصف بشكل مختلف على أنه طبقة من الطحالب أو التربة أو الكريبتوغام . حيث الأرض نفسها مغطاة بطبقة من المواد النباتية والحيوانية الميتة. في هذه الطبقة، يعيش عدد قليل من السنتيمترات الأساسية من التربة السطحية على عدد لا يحصى من الكائنات الحية في التربة مثل البكتيريا والفطريات والطحالب والكائنات الحية الدقيقة ، التي تحطم المواد العضوية الميتة وتعمل في التربة. في بعض الأماكن يتم تغطية الأرض بواسطة الأشنات والطحالب .

#### طبقة الجذر
تُعرف أيضًا بمنطقة الجذور، وهي منطقة جذر الموائل النباتية. وهو يتألف من جذور النباتات والعناصر ذات الصلة مثل المصابيح والدرنات.

## قائمة المراجع
- H. ديرشك: plantssoziologie. أولمر، شتوتغارت، 1994. (ردمك 3-8252-8078-0)
- CS Elton: علم البيئة الحيوانية. سيدجويك وجاكسون، لندن، 1927.
- M. Schaefer: Wörterbuch من Ökologie. سبيكروم، جينا، 1992. (ردمك 3-8252-0430-8) ISBN

3-8252-0430-8